# Хонатан Макдональд
Хонатан Макдональд (ісп. Jonathan McDonald, нар. 28 жовтня 1987, Сан-Хосе) — костариканський футболіст, нападник клубу «Сан-Карлос». Відомий за виступами в низці костариканських і закордонних клубів, та в складі національної збірної Коста-Рики.

## Клубна кар'єра
Хонатан Макдональд народився 1987 року в місті Сан-Хосе, та є вихованцем футбольної школи клубу «Кармеліта». У 2004 році футболіст розпочав виступи в основній команді того ж клубу, в якій грав до 2005 року, взявши участь у 3 матчах чемпіонату. У 2005—2010 роках Макдональд грав у складі команди «Ередіано». У 2010 році футболіст нетривалий час грав у складі канадської команди «Ванкувер Вайткепс», після чого повернувся на батьківщину до клубу «Алахуеленсе».
На початку 2012 року Хонатан Макдональд став гравцем шведського клубу «Кальмар», у складі якого грав до кінця 2013 року. У 2014 році костариканець повернувся на батьківщину до клубу «Алахуеленсе», в якому цього разу грав до 2019 року. У 2019 році футболіст нетривалий час грав у катарському клубі «Аль-Аглі», після чого повернувся до «Алахуеленсе», де цього разу грав до 2020 року. Протягом 2020—2022 років Макдональд удруге за кар'ру грав у складі клубу «Ередіано». З 2022 року футболіст грає у складі клубу «Сан-Карлос».

## Виступи за збірні
Протягом 2006—2010 років Хонатан Макдональд залучався до складу молодіжної збірної Коста-Рики, на молодіжному рівні зіграв у 9 офіційних матчах, забив 2 голи.
У 2011 році Макдональд дебютував у складі національної збірної Коста-Рики. У складі збірної був учасником розіграшу Золотого кубка КОНКАКАФ 2015 року у США та Канаді, та розіграшу Золотого кубка КОНКАКАФ 2019 року у трьох країнах. У складі збірної грав до 2019 року, заглом зіграв у її складі 16 матчів, у яких відзначився 1 забитим м'ячем.